# Animalize Tour
Animalize Tour sattes igång 1984 och höll på till 1985. Det finns även en DVD. Se Kiss. Get All You Can Take och Burn Bitch Burn spelades bara under första konserten 1984, förutom de andra fyra låtarna från Animalize-plattan. Mark St. John var aldrig med på turnén. Istället var Bruce Kulick med.

## Spellista

### USA-turnén
1. Detroit Rock City
2. Cold Gin
3. Creatures Of The Night
4. Fits Like A Glove
5. Heaven's On Fire
6. Thrills In The Night
7. Under The Gun
8. War Machine
9. Young and Wasted
10. I Love It Loud
11. I Still Love You
12. Love Gun
13. Lick It Up
14. Black Diamond
15. Oh Susanna
16. Rock And Roll All Nite

### Europaturnén
1. Detroit Rock City
2. Cold Gin
3. Strutter
4. Fits Like A Glove
5. Heaven’s On Fire
6. Gitarrsolo (Paul)
7. Under The Gun
8. War Machine
9. Trumsolo
10. Young and Wasted
11. I’ve Had Enough (Into The Fire)
12. Bas-solo
13. I Love It Loud
14. I Still Love You
15. Creatures of the Night
16. Love Gun
17. Rock And Roll All Nite
18. Lick It Up
19. Jam Session*)
20. Black Diamond

## Medlemmar
- Gene Simmons - sång, elbas
- Paul Stanley - sång, gitarr
- Eric Carr - trummor, sång
- Bruce Kulick - gitarr